# Izi Dorot
Izi Dorot (en hebreo: יצחק דורות‎; 1916-1980), nacido como Isidore Roth, fue un oficial militar israelí y director del Shabak entre 1952 y 1953 y director adjunto del Mosad entre 1953 y 1963.
Nacido en Polonia en 1916, Dorot emigró al Mandato británico de Palestina en 1936 y sirvió en la Policía de asentamientos judíos. En la Segunda Guerra Mundial se ofreció como voluntario y sirvió en el ejército británico. Tras el final del conflicto, fue reclutado para el Servicio de Inteligencia de la Haganá. Después de la Guerra de independencia de Israel, fue transferido a la Agencia de Seguridad de Israel (ISA, Shin Bet ). Después de un año como jefe del Shin Bet, en octubre de 1953, Dorot siguió a Isser Harel al Mosad como director adjunto y Amos Manor lo reemplazó como director de Shin Bet. Se desempeñó como subdirector del Mossad hasta 1963.